# SELECTION 1973-78
『SELECTION 1973-78』（セレクション 1973-78）は、1978年5月5日に発売されたオフコース通算1作目のベスト・アルバム。

## 解説
1枚目『オフ・コース1 ⁄ 僕の贈りもの』から5枚目『JUNKTION』までのオリジナル・アルバムよりメンバー自ら選んだ12曲に、最新シングル2曲を加えた初のベスト・アルバム。もともとはプロデューサーである武藤敏史から出された企画で、メンバー自身は「レコード会社的発想だな」と思い、あまり乗り気ではなかったという。しかし、武藤には「これだけたくさんの良い曲があるのだから、この辺でベスト・アルバムを作っておいたほうがいいのじゃないか。ベスト・アルバムをまず聴いてもらえれば、それがファンの人にとって、オリジナル・アルバムへと戻っていく通過点になるのではないか」との考えがあってのことだった。また、「今回は『73年～78年』と言う形でまとめたが、また5年たったら今度は『79年～83年』というかたちで、次のベスト・アルバムを是非作ってみたい」とも語っていた。

## 収録曲

### SIDE A
1. やさしさにさようなら
  - 小田和正・作詞・作曲・ストリングス編曲
  - シングル「やさしさにさようなら」 (1978年4月5日発売) より
2. 通りすぎた夜
  - 鈴木康博・作詞・作曲
  - シングル「やさしさにさようなら」 より
3. 僕の贈りもの
  - 小田和正・作詞・作曲 深町純・ストリングス編曲
  - アルバム『オフ・コース1 ⁄ 僕の贈りもの』 (1973年6月5日発売) より
4. でももう花はいらない
  - 鈴木康博・作詞・作曲 青木望・ストリングス編曲
  - アルバム『オフ・コース1 ⁄ 僕の贈りもの 』 より
5. 水曜日の午後
  - 小田和正・作詞・作曲
  - アルバム『オフ・コース1 ⁄ 僕の贈りもの 』 より
6. のがすなチャンスを
  - 鈴木康博・作詞・作曲
  - アルバム『この道をゆけば ⁄ オフ・コース・ラウンド2』 (1974年5月5日発売) より
  - 1978年2月25日仙台市民公会堂でのライブ音源での収録。バッキングには大間ジロー、松尾一彦、清水仁が参加。後に『LIVE』に収録されたものへの萌芽が感じ取れるアレンジになっている。
7. 別れの情景I
  - 小田和正・作詞・作曲・ストリングス編曲
  - アルバム『この道をゆけば ⁄ オフ・コース・ラウンド2』 (1974年5月5日発売) より

### SIDE B
1. 眠れぬ夜
  - 小田和正・作詞・作曲
  - アルバム『ワインの匂い』 (1975年12月20日発売) より
2. ワインの匂い
  - 小田和正・作詞・作曲
  - アルバム『ワインの匂い 』 より
3. 愛の唄
  - 小田和正・作詞・作曲・ストリングス編曲
  - アルバム『ワインの匂い 』 より
4. こころは気紛れ
  - 小田和正・作詞・作曲
  - アルバム『SONG IS LOVE 』[注釈 3] (1976年11月5日発売) より
  - アルバム・ヴァージョンだが、ボーカルが差し替えられている。
5. 青春
  - 鈴木康博・作詞・作曲
  - アルバム『SONG IS LOVE 』 より
  - ボーカルが差し替えられている。
6. 潮の香り
  - 鈴木康博・作詞・作曲
  - アルバム『JUNKTION』 (1977年9月5日発売) より
7. 秋の気配
  - 小田和正・作詞・作曲・ストリングス編曲
  - アルバム『JUNKTION 』より
  - シングルおよびアルバム収録のものと同一テイクだが、イントロとアウトロでのストリングスが大きくミックスされている。

歌・編曲・オフコース

## クレジット
| 小田和正            | - Lead Vocal, Chorus - Electric Piano |
| 鈴木康博            | - Vocal, Chorus - Electric Guitar     |
| 松尾一彦            | Acoustic Guitar                       |
| 清水仁              | Electric Bass                         |
| 大間ジロー          | - Drums - Percussions                 |
| オフコース アーミー |                                       |
|                     | Hands Clapping                        |

|                                             |
| 武藤敏史・小田和正・鈴木康博・制作          |
| 1978年2月7日 – 10日 東芝EMIスタジオにて録音 |

| 鈴木康博   | - Lead Vocal, Chorus - Electric Guitar |
| 小田和正   | - Vocal, Chorus - Electric Piano       |
| 松尾一彦   | Acoustic Guitar                        |
| 清水仁     | Electric Bass                          |
| 大間ジロー | - Drums - Percussions                  |

|                                            |
| 武藤敏史・小田和正・鈴木康博・制作         |
| 1978年2月2日 – 5日 東芝EMIスタジオにて録音 |

| 小田和正 | - Lead Vocal, Chorus - Electric Piano      |
| 鈴木康博 | - Vocal, Chorus - Acoustic Guitar - Congas |
| 高橋幸宏 | Drums                                      |
| 重実博   | Electric Bass                              |

|                                               |
| 橋場正敏・小田和正・鈴木康博・制作            |
| 1972年11月25日 – 29日 東芝EMIスタジオにて録音 |

| 鈴木康博 | - Lead Vocal, Chorus - Acoustic Guitar |
| 小田和正 | - Vocal, Chorus - Acoustic Guitar      |
| 矢沢透   | Drums                                  |
| 重実博   | Electric Bass                          |

|                                            |
| 橋場正敏・小田和正・鈴木康博・制作         |
| 1973年3月2日 – 5日 東芝EMIスタジオにて録音 |

| 小田和正 | - Lead Vocal, Chorus - Acoustic Piano |
| 鈴木康博 | - Vocal, Chorus - Acoustic Guitar     |
| 矢沢透   | Drums                                 |
| 重実博   | Electric Bass                         |

|                                             |
| 橋場正敏・小田和正・鈴木康博・制作          |
| 1973年3月9日 – 12日 東芝EMIスタジオにて録音 |

| 鈴木康博   | - Lead Vocal - Electric Guitar |
| 小田和正   | - Vocal - Electric Piano       |
| 清水仁     | Electric Bass                  |
| 大間ジロー | Drums                          |
| 松尾一彦   | Percussions                    |

|                                          |
| 武藤敏史・小田和正・鈴木康博・制作       |
| 1978年2月25日 仙台市民会館にてライブ録音 |

| 小田和正 | - Lead Vocal, Chorus - Acoustic Piano |
| 鈴木康博 | Vocal, Chorus                         |
| 大村憲治 | Electric Guitar                       |
| 高水健司 | Electric Bass                         |
| 村上秀一 | Drums                                 |

|                                                  |
| 橋場正敏・小田和正・鈴木康博・制作               |
| 1974年2月11日 – 11月14日 東芝EMIスタジオにて録音 |

| 小田和正 | - Lead Vocal, Chorus - Acoustic Piano - Hammond Organ - Synthesizer |
| 鈴木康博 | - Vocal, Chorus - Acoustic Guitar                                   |
| 山口達也 | Electric Guitar                                                     |
| 三浦啓二 | Electric Bass                                                       |
| 山本博   | Drums                                                               |

|                                              |
| 武藤敏史・小田和正・鈴木康博・制作           |
| 1975年9月22日 – 25日 東芝EMIスタジオにて録音 |

| 小田和正 | - Lead Vocal, Chorus - Electric Piano      |
| 鈴木康博 | - Vocal, Chorus - Gut Guitar - Percussions |
| 三浦啓二 | Electric Bass                              |
| 山本博   | Drums                                      |

|                                              |
| 武藤敏史・小田和正・鈴木康博・制作           |
| 1975年9月18日 – 21日 東芝EMIスタジオにて録音 |

| 小田和正 | - Lead Vocal, Chorus - Acoustic Piano - Cembalo             |
| 鈴木康博 | - Vocal, Chorus - Acoustic Guitar - Percussions - Harmonica |
| 森理     | Electric Bass                                               |
| 矢沢透   | Drums                                                       |

|                                                 |
| 武藤敏史・小田和正・鈴木康博・制作              |
| 1975年9月30日 – 10月3日 東芝EMIスタジオにて録音 |

| 小田和正   | - Lead Vocal, Chorus - Electric Piano               |
| 鈴木康博   | - Vocal, Chorus - Electric Guitar - Acoustic Guitar |
| 小泉良司   | Electric Bass                                       |
| 大間ジロー | Drums                                               |
| 松尾一彦   | Harmonica                                           |

|                                                         |
| 武藤敏史・小田和正・鈴木康博・制作                      |
| 1976年8月16日 – 18日 箱根ロックウェル・キッチンにて録音 |

| 鈴木康博   | - Lead Vocal, Chorus - Electric Guitar - Gut Guitar - Percussions |
| 小田和正   | - Vocal, Chorus - Electric Piano - Hammond Organ - Flute          |
| 小泉良司   | Electric Bass                                                     |
| 大間ジロー | Drums                                                             |
| 松尾一彦   | Harmonica                                                         |

|                                                         |
| 武藤敏史・小田和正・鈴木康博・制作                      |
| 1976年8月22日 – 24日 箱根ロックウェル・キッチンにて録音 |

| 鈴木康博   | - Lead Vocal, Chorus - Gut Guitar              |
| 小田和正   | - Vocal, Chorus - Electric Piano - Synthesizer |
| 松尾一彦   | - Electric Guitar - Percussions                |
| 清水仁     | Electric Bass                                  |
| 大間ジロー | - Drums - Percussions                          |

|                                            |
| 武藤敏史・小田和正・鈴木康博・制作         |
| 1977年7月4日 – 6日 東芝EMIスタジオにて録音 |

| 小田和正   | - Lead Vocal, Chorus - Electric Piano                            |
| 鈴木康博   | - Vocal, Chorus - Acoustic Guitar - Gut Guitar - Electric Guitar |
| 清水仁     | Electric Bass                                                    |
| 大間ジロー | - Drums - Percussions                                            |

|                                         |
| 武藤敏史・小田和正・鈴木康博・制作      |
| 1977年5月23日 – 26日 音響ハウスにて録音 |

### スタッフ
| - Produced by - TOSHIFUMI MUTOH - KAZUMASA ODA - YASUHIRO SUZUKI |
|                                                                  |
| - Arranged by - OFF COURSE                                       |
|                                                                  |
| - Recorded & Mixing Engineerd by - RYOJI HACHIYA                 |
|                                                                  |
| - Graphic Concept, Design & Photography - ISSEY KOGURE           |

## TOCT-25637, TOCT-95037

### 解説
2005年、レコード・デビュー35周年にあわせ“オリジナル・アルバム15タイトル紙ジャケット・シリーズ”としてエキスプレス・レーベル在籍中のオリジナル作品がリイシュー。24ビット・デジタル・リマスタリング、オリジナルLP装丁を復刻した紙ジャケット仕様にてリリースされた。2009年にはSHM-CDフォーマット、通常のプラ・ケース仕様で再発された。

### 収録曲
1. やさしさにさようなら
2. 通りすぎた夜
3. 僕の贈りもの
4. でももう花はいらない
5. 水曜日の午後
6. のがすなチャンスを
7. 別れの情景I
8. 眠れぬ夜
9. ワインの匂い
10. 愛の唄
11. こころは気紛れ
12. 青春
13. 潮の香り
14. 秋の気配

### クレジット
- リマスタリング・エンジニア：相川洋一 (ローリング・サウンド・マスタリング)
- ジャケット資料協力：喜多雅美 (サウンドステーション)
- ライナーノーツ：田家秀樹

## リリース履歴
| # | 発売日         | リリース                                 | 規格   | 品番       | 備考                                                                 |
| - | -------------- | ---------------------------------------- | ------ | ---------- | -------------------------------------------------------------------- |
| 1 | 1978年5月5日   | エキスプレス ⁄ 東芝EMI                   | LP     | ETP-80015  |                                                                      |
| 1 | 1978年5月5日   | エキスプレス ⁄ 東芝EMI                   | CT     | ZT25-211   | カセット同時発売。                                                   |
| 2 | 1983年11月21日 | エキスプレス ⁄ 東芝EMI                   | CD     | CA35-1006  | 初CD化（以降全てアーティスト非監修による再発）。                     |
| 3 | 1985年9月28日  | エキスプレス ⁄ 東芝EMI                   | CD     | CA32-1161  | 品番および価格改定。                                                 |
| 4 | 1991年6月7日   | エキスプレス ⁄ 東芝EMI                   | CD     | TOCT-6206  |                                                                      |
| 5 | 1992年6月24日  | エキスプレス ⁄ 東芝EMI                   | CD     | TOCT-8205  | 音蔵シリーズでの再発。                                               |
| 6 | 1998年2月25日  | エキスプレス ⁄ 東芝EMI                   | CD     | TOCT-10095 | Q盤シリーズでの再発。                                                |
| 7 | 2005年3月24日  | エキスプレス ⁄ 東芝EMI                   | CD     | TOCT-25637 | 紙ジャケット仕様。24ビット・デジタル・リマスタリング音源による再発。 |
| 8 | 2009年1月21日  | エキスプレス ⁄ EMIミュージック・ジャパン | SHM-CD | TOCT-95037 |                                                                      |